# رابرت بار (نویسنده)
رابرت بار (انگلیسی: Robert Barr; ۱۶ سپتامبر ۱۸۴۹ – ۲۱ اکتبر ۱۹۱۲) نویسنده و رمان‌نویس اهل پادشاهی متحد بریتانیای کبیر و ایرلند بود.
او در ۲۱ اکتبر ۱۹۱۲ در خانه‌اش واقع در روستای کوچکی در جنوب شرقی لندن درگذشت.